# Brandon Pertzborn
Brandon Pertzborn (Dallas, 17 oktober 1994) is een Amerikaans drummer die vooral bekend staat als de huidige drummer van The Offspring en voormalig drummer van Marilyn Manson en Suicidal Tendencies. Daarnaast heeft Pertzborn ook bij Black Flag en Doyle gedrumd.

## Biografie
Brandon Pertzborn werd geboren in Dallas, Texas, waar hij op 14-jarige leeftijd begon met drummen. Hij volgde zijn eerste drumlessen op school, maar stopte al snel om het zelf te leren. Binnen een paar jaar sloot hij zich met vrienden aan bij verschillende bands. Na een paar jaar drummen begon Pertzborn drumlessen te geven op meerdere muziekscholen in de buurt. 

### Carrière
Kort nadat hij zijn middelbare school had afgerond, verhuisde hij naar Los Angeles. Daar begon hij deel te nemen aan studio-opnames en speelde hij met veel bands in de stad. 
Rond dezelfde tijd kreeg hij een telefoontje van Greg Ginn van Black Flag, die hem, naar aanleiding van het zien van een aantal filmpjes, vroeg of hij auditie wilde doen. De band ging in 2015 op tournee en was de openingsact voor de band Doyle. Pertzborn kreeg daardoor een telefoontje van de band waarin hij het aanbod kreeg om lid te worden van Doyle. Pertzborn accepteerde het aanbod en voegde zich bij Doyle. Onmiddellijk na een tournee met Doyle nam hij de drums op voor Doyle's aankomende album, As We Die. 
In 2019 sloot Pertzborn zich aan bij Marilyn Manson en nam de drumtracks voor het album We Are Chaos (2020). In 2021 sloot hij zich aan bij Suicidal Tendencies ter vervanging voor Dave Lombardo. In april 2023 maakte Pertzborn bekend dat hij Suicidal Tendencies zou verlaten en zou worden vervangen door Greyson Nekrutman.
In mei 2023 maakte Pertzborn zichzelf bekend als de nieuwe drummer voor The Offspring. Nadat Josh Freese (die hun drummer op tournees was) niet meer fulltime met de band op tournees kon, waarbij Pertzborn de officiële vervanger werd voor de in augustus 2021 uit de band gezette Pete Parada, omdat hij geen COVID-19-vaccin had gekregen. Nadat hij bij de band kwam nam hij meteen drums op voor Supercharged. 

## Discografie
| Jaar | Band           | Titel                                         |
| ---- | -------------- | --------------------------------------------- |
| 2017 | Ho99o0         | United States of Horror                       |
| 2017 | Doyle          | Doyle II: As We Die                           |
| 2019 | Ho99o0         | Cyber Warfare                                 |
| 2020 | Ho99o0         | Blurr (Mixtape)                               |
| 2020 | Marilyn Manson | We Are Chaos                                  |
| 2021 | Ho99o9         | Ho99o9 presents Territory : Turf Talk, Vol. 1 |
| 2022 | Ho99o9         | SKIN                                          |
| 2024 | The Offspring  | Supercharged                                  |